# Міністерство синто
Міністерство синто (яп. 神祇省, じんぎしょう, дзінґі-сьо) — центральна урядова установа в Японії періоду Мейдзі, міністерство, що займалося проповідуванням синтоїзму, упорядкуванням і координацією обрядів цієї релігії. Існувало протягом 1871—1872 років.

## Короткі відомості
Міністерство синто було утворене 22 вересня 1871 року на базі Ради синто. Воно підпорядковувалося Великій державній раді, центральному Імператорському уряду Японії.
Міністерство не мало голови, міністра, і очолювалося його заступником. Посаду останнього займав Фукуба Бісей.
Першочерговим завданням Міністерство була реформа синтоїзму, яка полягала в перетворенні його на державну релігію країни. Діяльність відомства супроводжувалася гоніннями на буддистів і християн, що викликало протести як всередині країни, так і з закордону. У зв'язку з цим уряд відклав ідею одержавлення синто і 21 квітня 1872 року ліквідував Міністерство. Замість нього було створено нове Міністерство релігій Японії.